# Hôtel de Gayssion
L’hôtel de Gayssion est un hôtel particulier, situé au no 5 rue François-Boyer-Fonfrède, dans le centre historique de Toulouse. Il est construit entre 1515 et 1519 pour le marchand Jean de Gayssion et en conserve des éléments représentatifs du dernier style gothique toulousain, particulièrement une haute tour capitulaire. Il est inscrit partiellement aux monuments historiques en 1979.

## Histoire
Avant 1515, le riche marchand toulousain Jean de Gayssion achète plusieurs maisons entre la rue de la Vaque (actuelle rue François-Boyer-Fonfrède), la rue Chaude (actuelle rue Jean-Suau) et la rue Peyrolières. Il fait ensuite édifier un hôtel particulier entre 1515 et 1519. Sa fortune le conduit bientôt aux honneurs et il est choisi comme capitoul pour la partie de la Daurade en 1522-1523.
Après sa mort, entre 1550 et 1570, l'immeuble est divisé et vendu. Les corps de bâtiment sur la rue de la Vache sont acquis par Pierre de Montfort, seigneur de Brax, conseiller au Parlement entre 1555 et 1576. Il passe ensuite à Pierre Rosel, docteur-régent de l'Université. En 1607, l'hôtel entre dans la famille de Beynaguet, qui appartient à la noblesse de robe locale. À cette date, il est à Jean de Baynaguet, trésorier et receveur des domaines du roi en la sénéchaussée de Toulouse, puis, vers 1660, à Jean de Beynaguet, avocat à la cour et capitoul en 1662-1663. 
En 1728, l'hôtel est acheté par Jacques de Catellan, seigneur de Lamasquère, conseiller au Parlement en 1716, président à la première chambre des Enquêtes en 1731, et décédé en 1766. Issu d'une importante famille de parlementaires toulousains, il était le frère de Jean-Marie de Catellan, évêque de Rieux. C'est probablement lui qui fait transformer l'hôtel, qui reçoit sur la rue de la Vaque une nouvelle façade, plus conforme au goût classique du XVIIIe siècle.
Enfin, il est habité à partir de 1782 par le comte Józef Potocki (pl) (1735-1802), père de Jean Potocki. Ce personnage haut en couleur, issu d'une importante famille polonaise, écuyer tranchant (krajczy) de la couronne, chevalier de Saint-Stanislas, émigre à Toulouse où il s'installe. Il s'intègre rapidement à la vie locale, devient membre de l'académie des sciences et belles-lettres et du musée. Il achète le domaine du Pirac, près de Tournefeuille, où il fait construire une ferme de style néo-palladien. Pendant la Révolution, il devient premier colonel de la Légion de la Daurade, dès l'organisation de la Garde nationale, en juillet 1789. Il quitte la ville pendant la Terreur.

## Description
La façade sur rue date du XVIe siècle, mais elle a été modifiée au XVIIIe siècle. Elle compte sept travées, percées de grandes fenêtres rectangulaires. À droite, la porte d'entrée est surmontée d’un linteau fileté en pierre. 
La façade sur cour, que divise en deux parties une tour renfermant la vis d'escalier, a subi des mutilations. Du côté gauche subsistent trois galeries de bois. Du côté droit, trois étages de fenêtres gothiques dont les croisillons ont été mutilés. Les larmiers sont simples, sauf pour une fenêtre du 2e étage, où ils se terminent par des modillons en feuillages. 
La tour octogonale, de 19 mètres de hauteur est recouverte d'une toiture à huit pans, en briques canal, surmontée d'un épi de faïence vert, peut-être datée d'une restauration au XVIIe siècle. La porte d'entrée de la tour, dont l'encadrement présente de simples filetages, est surmontée d'une pierre ovale pédiculée qui portait un blason martelé et sur laquelle ont été gravées les initiales J. D. À l'intérieur, la vis d'escalier, de 82 marches de pierre, s'élève à 13 mètres de hauteur. Au 1er étage, une porte intérieure a conservé ses filetages et un arc en double accolade. Au dernier palier, un escalier de bois donne accès à la salle supérieure, qui repose sur un simple plancher en charpente.

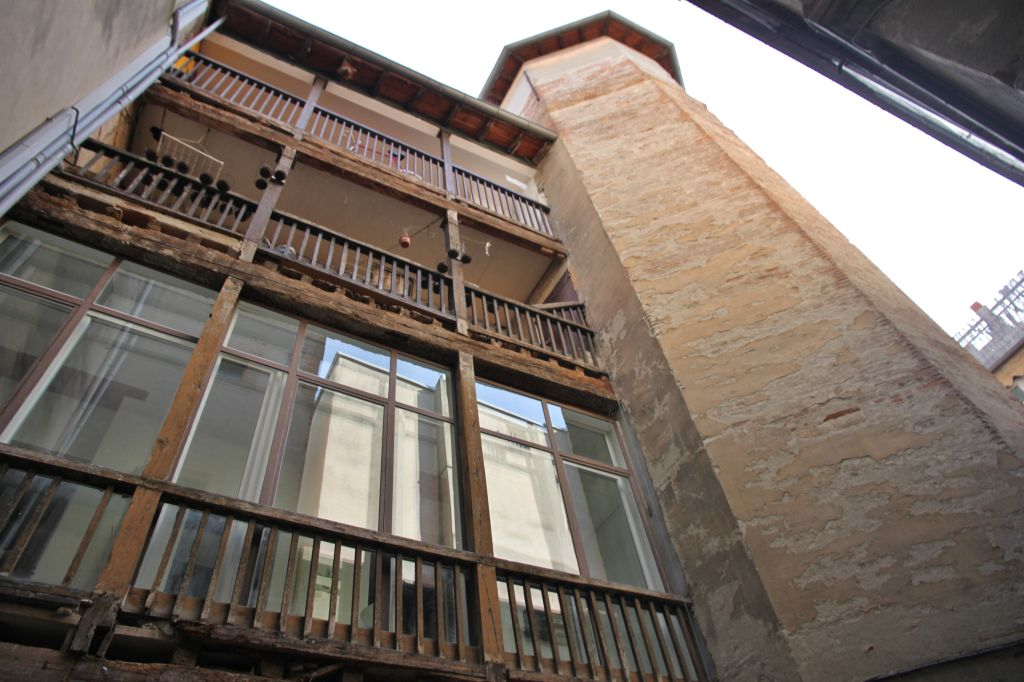
Tour et galeries en bois
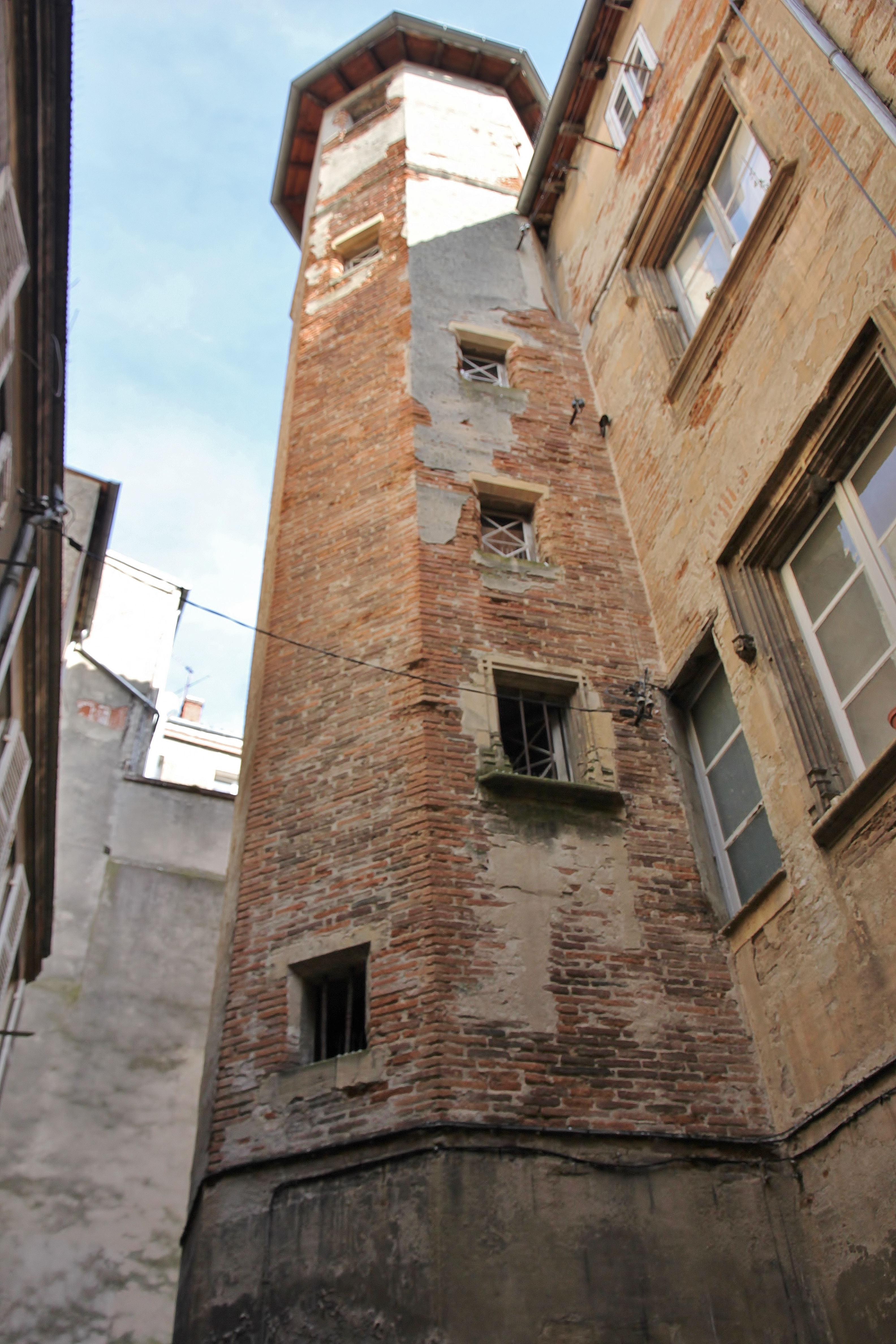
Tour de 1522
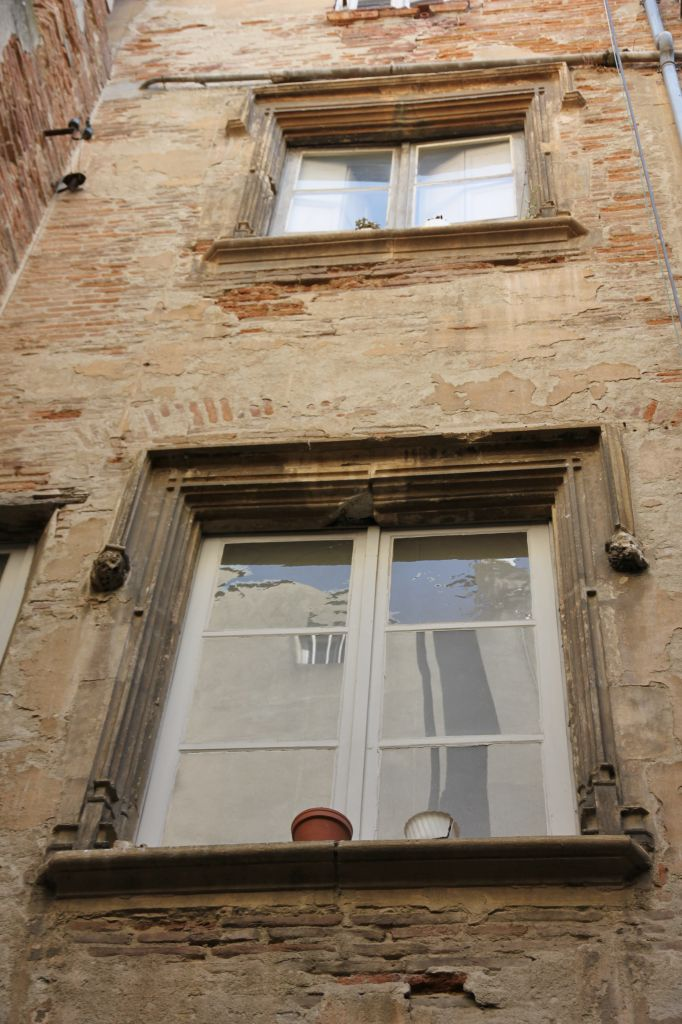
Fenêtres gothiques sur cour
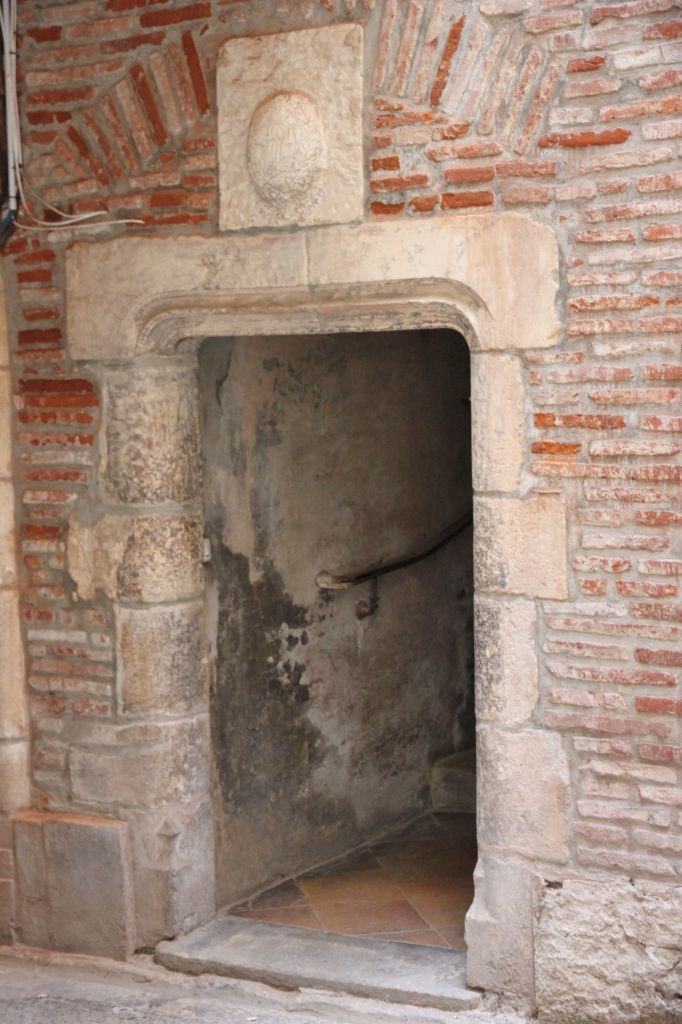
Porte de la tour(1522)

## Protection
Les façades et les toitures sur rue et sur cour et la tourelle d'escalier sont inscrits à l'inventaire supplémentaire des monuments historiques par arrêté du 16 mai 1979.